# Edward Bond
Edward Bond (Holloway, 18 de julho de 1934 – 3 de março de 2024) foi um dramaturgo, poeta e argumentista britânico. Iniciou-se em 1958 ao integrar o grupo de escrita do Royal Court Theatre, em Londres. É o autor da peça Saved (1965).

## Vida
Foi autor de cerca de 50 peças, entre elas Saved (1965), cuja produção foi fundamental para a abolição da censura teatral no Reino Unido. Seus outros trabalhos bem recebidos incluem Narrow Road to the Deep North (1968), Lear (1971), The Sea (1973), The Fool (1975), Restoration (1981) e a trilogia War (1985). Bond foi amplamente considerado entre os principais dramaturgos vivos mas ele sempre foi e continua sendo altamente controverso por causa da violência mostrada em suas peças, o radicalismo de suas declarações sobre o teatro e a sociedade modernos, e suas teorias sobre o drama.

## Morte
Bond morreu em 3 de março de 2024, aos 89 anos.

## Lista de obras
Peças
(Datas de escrita, seguidas do diretor, local e data de estreia mundial, se houver)
- The Pope's Wedding (1961–62) Keith Johnstone, Royal Court Theatre, Londres, 9 Dez. 1962
- Saved (1964) William Gaskill, English Stage Society, Royal Court Theatre, Londres, 3 Nov. 1965
- Early Morning (1965–1967) William Gaskill, English Stage Society, Royal Court Theatre London, 31 Mar. 1968
- Narrow Road to the Deep North (1968) Jane Howell, Belgrade Theatre, Coventry, 24 Jun. 1968
- Black Mass (1970) David Jones, Lyceum Theatre, Londres, 22 Mar. 1970
- Passion "a Play for CND" (1971) Bill Bryden, au CND Festival of Life on Easter, Alexandra Park Racecourse, 11 Abr.1971
- Lear (1969–1971) William Gaskill, Royal Court Theatre London, 29 Set, 1971
- The Sea "a comedy" (1971–72) William Gaskill, Royal Court Theatre London, 22 Mai. 1973
- Bingo "scenes of money and death" (1973) Jane Howell & John Dove, Northcott Theatre, Nov. Exeter, 14 1973
- The Fool "scenes of bread and love" (1974) Peter Gill, Royal Court Theatre London, 18 Nov. 1975
- A-A-America !: Grandma Faust "a burlesque" and The Swing "a documentary" (1976) Jack Emery, Inter-Action's Ambiance Lunch-Hour Theatre Club, Almost Free Theatre, Londres. Grandma Faust: 25 Out.; The Swing: 22 Nov. 1976
- Stone "a short Play" (1976) Gerald Chapman, Gay Sweatshop, Institute of Contemporary Arts, Londres, 8 Jun. 1976
- The Woman "scenes of war and freedom" (1974–1977) Edward Bond, National Theatre (Olivier Stage), Londres, 10 Ago. 1978
- The Bundle or New Narrow Road to the Deep North (1977) Howard Davies, Royal Shakespeare Company, The Warehouse Theatre, Londres, 13 Jan.1978
- The Worlds (1979) Edward Bond, Newcastle University Theatre Society, Newcastle Playhouse, 8 Mar. 1979
- Restoration "a pastorale" (1979–80) Edward Bond, Royal Court Theatre, Londres, 22 Jul. 1981
- Summer "a European play" (1980–81) Edward Bond, National Theatre (Cottlesloe Stage), Londres, 27 Jan.1982
- Derek (1982) Nick Hamm, Royal Shakespeare Company, The Other Place, Stratford On Avon, 18 Out. 1982
- Human Cannon (1979–1983) Dan Baron Cohen, Quantum Theatre Company, Manchester, 2 February 1986
- The War Plays: Red Black and Ignorant (1983–84) Nick Hamm (as The Unknown Citizen), Royal Shakespeare Company, pour le festival "Thoughtcrimes", Barbican Pit, Londres, 19 Jan.1984; The Tin Can People (1984) Nick Philippou, Bread and Circus Theatre, Midlands Art Centre, Birmingham, 4 Mai. 1984; Great Peace (1984–85) Nick Hamm, Royal Shakespeare Company, Barbican Pit, Londres, 17 Jul. 1985; premiered as a trilogy: Nick Hamm, Royal Shakespeare Company, Barbican Pit, Londres, 25 Jul. 1985
- Jackets or The Secret Hand (1986) Keith Sturgess, Department of Theatre Studies, University of Lancaster, Nuffield studio, Lancaster, 24 Jan.1989
- In the Company of Men (1987–88) Alain Françon (as La Compagnie des hommes), Théâtre de la Ville, Paris, 29 Set. 1992
- September (1989) Greg Doran, Canterbury Cathedral, Canterbury, 16 Set. 1989
- Olly's Prison (1990) (stage version) Jorge Lavelli (as Maison d'arrêt), Festival d'Avignon, 15 Jul. 1993
- Tuesday (stage version) Claudia Stavisky (as Mardi), Théâtre de la Colline, Paris, 23 Nov. 1995
- Coffee "a tragedy" (1993–94) Dan Baron Cohen, The Rational Theatre Company, Chapter Art Centre, Cardiff, 27 Nov. 1996
- At the Inland Sea (1995) Geoff Gillham, Big Brum Theatre in Education Company, Broadway School, Aston, Birmingham, 16 Out. 1995
- Eleven Vests (1995–1997) Geoff Gillham, Big Brum Theatre in Education Company, Birmingham, 7 Out. 1997
- The Crime of the twenty-first Century (1996–1998) Leander Haussman (as Das Verbrechen des 21. Jahrhunderts), Schauspielhaus, Bochum, 28 Mai. 1999
- The Children (1999) Claudette Bryanston, Classwork Theatre, Manor Community College, Cambridge, 11 February 2000
- Have I None (2000) Chris Cooper, Big Brum Theatre-in-Education Company, Birmingham, 2 Nov. 2000
- Existence (2002) (stage version) Christian Benedetti, Studio Théâtre, Alfortville, 28 Out. 2002
- Born (2002–03) Alain Françon (as Naître), Festival d'Avignon, 10 Jul. 2006
- The Balancing Act (2003) Chris Cooper, Big Brum Theatre in Education Company, Birmingham, Out. 2003
- The Short Electra (2003–04) John Doona, Young People Drama Festival, 13 Mar. 2004
- People (2005), Alain Françon (as "Les Gens") Théâtre Gérard Philipe, Paris, 13 Jan.2014
- The Under Room (2005) Chris Cooper, Big Brum Theatre in Education Company, 9 Out. 2005
- Chair, stage version (2005) Alain Françon (as Chaise) Festival d'Avignon, 18 Jul. 2006
- Arcade (2006) John Doona, Chester, 21 Set. 2006
- Tune (2006) Chris Cooper, Big Brum Theatre in Education Company, 2007
- Innocence (2008), não realizada
- A Window (2009) Chris Cooper, Big Brum Theatre in Education Company, 12 Out. 2009
- There Will Be More (2010) (early version of the first part of Dea) Adam Spreadbury-Maher, Good Night Out Presents, The Cock Tavern Theatre, 26 Out. 2010
- The Edge (2011) Chris Cooper, Big Brum Theatre in Education Company, 15 Out. 2012
- The Broken Bowl (2012) Chris Cooper, Big Brum Theatre in Education Company, 24 Abril 2012
- The Angry Roads (2014) Chris Cooper, Big Brum Theatre in Education Company, 6 Out. 2014
- The Price of One (2016) Chris Cooper, Unifaun Theatre Productions & Teatru Manoel, Manoel Theatre, Valletta (Malta), 8 Abril 2016
- Dea (2016) Edward Bond, Secombe Theatre (Sutton Theatres), Sutton, 26 Mai. 2016

Peças televisivas
- Olly's Prison (1990), shot in December 1991 (Roy Battersby), broadcast: BBC2, Mai. 1993
- Tuesday (1992), shot in Mar. 1993 (Sharon Miller e Edward Bond), broadcast: BBC Schools Television, Jun. 1993

Reprodução de rádio
- Chair (2000), broadcast: BBC Radio 4, 8 Abril 2000 (Turan Ali, Director/Producer)
- Existence (2002), broadcast: BBC Radio 4, Mai. 2002 (Turan Ali, Director/Producer)

Primeiras peças indisponíveis
- The Tragedy, for television, 1950s
- "He jumped but the bridge was burning", 1950s
- The Asses of Kish, 1956–57
- Too Late Now, for television, (em catalão)
- The Broken Shepherdess, for radio, (em catalão)
- Sylo's New Ruins, for television, (em catalão)
- The Performance for television, (em catalão)
- The Best Laid Schemes, for television, (em catalão)
- A Woman Weeping, (em catalão)
- The Roller Coaster, (em catalão)
- Klaxon in Aetreus' Place, 1958
- The Fiery Tree, 1958
- I Don't Want to Be Nice, 1959
- The Golden Age, 1959
- The Outing, 1959–60
- Kissing The Beast, for radio, 1960
- The Palace of Varieties in the Sand, 1975–76

Libretti para óperas Hans Werner Henze
- We Come to the river "Actions for Music in Two Parts and Eleven Scenes", 1972/74, in The Fool, Londres, Eyre Methuen, 1976
- The Cat "a story for music", 1979, in Restoration, Londres, Methuen, 1982, from Honoré de Balzac's Peines d'amour d'une chatte anglaise, music by H.W. Henze; recorded as: The English Cat, "Ein Geschichte für Sänger und Instrumentalisten von Edward Bond", Parnassus Orchestra London, dir.: Markus Stenz-Peter Doll, Mayence, Wergo, 2 CD, WER 62042, 1989

Libretti para balés
- Text for a Ballet: for Dancers, Chorus and Orchestra (1977), partially published as From an Unfinished Ballet, in Theatre Poems and Songs, Londres, Methuen, 1980
- Orpheus "a story in six scenes" (1977/78), music by Hans Werner Henze, for William Forsythe
- Burns "a piece for dancers and musicians" (1985), for Midland Ballet Company

Adaptações de outros autores
- Thomas Middleton: A Chaste Maid in Cheapside (1965)
- Anton Chekhov: Three Sisters (1966), com Richard Cottrell, for William Gaskill
- Bertolt Brecht: Heads (Round Heads and Pick Heads) ((em catalão)), com Keith Hack, inédit,
- John Webster: The White Devil (1976), "Acting Edition" for Michael Lindsay-Hogg
- Frank Wedekind: Spring Awakening (1974), com Elisabeth Bond-Pablé, for Bill Bryden
- Frank Wedekind: Lulu (1992), com Elisabeth Bond-Pablé, for Cambridge Theatre Company

Roteiros
- Blowup, from Julio Cortázar, dir: Michelangelo Antonioni, 1967
- Michael Kolhaas – der Rebell, from H. von Kleist, dir: Volker Schlöndorff, 1968
- The Nun of Monza (English language version dialogue), dir: Eriprando Visconti, 1969
- Laughter in the Dark, from V. Nabokov, dir: Tony Richardson, 1969
- Walkabout, from J. Vance Marshall, dir: Nicolas Roeg, 1971
- Nicholas and Alexandra (additional dialogue), dir: Franklin J. Schaffner, 1971
- Days of Fury (AKA One Russian Summer), with U. Pirro et A. Calenda, dir: Antonio Calenda, 1973
- The Master Builder, from H. Ibsen, commande de KCETTV, não executada, 1974 75
- Moby Dick, from H.Melville, 1991, não executada
- Ithaca, para Homer, 1998–99, não executada

### Edições
Peças de teatro ("edição uniformizada"; nove volumes de Methuen, Londres)
- Plays: 1 (1977): Author's note: On Violence; Saved, Early morning; Pope's Wedding
- Plays: 2 (1978): Introduction; Preface to Lear; Lear; The Sea; Narrow Road to The Deep North, Black Mass; Passion
- Plays: 3 (1987): Four Pieces; Introduction to Bingo, Bingo; Introduction to The Fool; The Fool; Clare Poems; The Woman; Poems, Stories and Essays for The Woman; Author's note; Stone
- Plays: 4 (1992): The Worlds; The Activists Papers; Restoration; Restoration Poems and Stories; Summer; Summer Poems
- Plays: 5 (1996): Human Cannon, The Bundle; In the Company of Men; Jackets
- Plays: 6 (1998): Choruses from After the Assassinations; War Plays; Commentary on the War Plays
- Plays: 7 (2003): The Cap; The Crime of the Twenty-first Century; Olly's Prison; Notes on Imagination; Coffee; The Swing; Derek; Fables and Stories
- Plays: 8 (2006): Born, People, Chair, Existence, The Under Room
- Plays: 9 (2011): Innocence, Window, Tune, Balancing Act, The Edge
- Plays: 10 (2018): Dea, The Testament of this Day, The Price of One, The Angry Roads, The Hungry Bowl

Outras peças (por Methuen, Londres)
- Lear, Student Edition, com Comentários e Notas de Patricia Hern (1983)
- Olly's Prison, versão teatral e televisiva (1993)
- At the Inland Sea (1997)
- Eleven Vests com Tuesday (1997)
- The Children com Have I None (2001)
- Saved, Student Edition, com Comentários e Notas de David Davis (2008)
- The Chair Plays: Have I None, The Under Room and Chair (2012)
- Dea (2016)

#### Escritos teóricos selecionados
- A Note on Dramatic Method (1977), in: The Bundle, Londres, Methuen, 1978
- The Activists Papers (1980) in Plays 4, Londres, Methuen, 1992
- Introduction, for The Fool, in Plays 3, Londres, Methuen, 1987
- The Dramatic Child (1992), in Tuesday, Londres, Methuen, 1992
- Notes on Imagination, in: Coffee, Londres, Methuen, 1995
- Notes on Post-modernism (1989) in: Plays 5, Londres, Methuen, 1996
- Bond, Edward (1998). «Commentary on The War Plays». Plays 6. [S.l.]: Methuen. ISBN 1-4725-3670-3
- The Hidden Plot Notes on Theatre and the State, Londres, Methuen, 2000
- Drama Devices (2004), in David Davis (ed.): Edward Bond and the Dramatic Child, Edward Bond's Plays for Young People, Londres, Trentham Books, 2005
- "Something of Myself" (2004), in David Davis (ed.): Edward Bond and the Dramatic Child, Edward Bond's Plays for Young People, Londres, Trentham Books, 2005

Cartas, selecionadas e editadas por Ian Stuart:
- I, Harwood Academic Publishers, 1994
- II, Luxemburgo, Harwood Academic Publishers, 1995
- III, Amsterdã, Harwood Academic Publishers, 1996
- 4, Amsterdã, Harwood Academic Publishers, 1998
- 5, Londres, Routledge, 2001

Seleções dos Cadernos de Edward Bond, editados por Ian Stuart, Londres, Methuen,
- 1: 1959–1980, 2000
- 2: 1980–1995, 2000